# Confluence (Einkaufszentrum)
Das Einkaufs- und Freizeitzentrum Confluence liegt im Lyoner Stadtteil Confluence, auf halbem Weg zwischen dem Perrache im Norden und dem Zusammenfluss an der Spitze der Presqu’île im Süden und damit gegenüber dem Verwaltungssitz der Region Auvergne-Rhône-Alpes.

## Geschichte
Nach der Planung des Projekts im Jahr 2001 begann eine lange Phase der Planung und Sanierung, ehe der Bau begonnen werden konnte. Die Grundsteinlegung erfolgte dann 2007. Das vom Architekten Jean-Paul Viguier entworfene Interieur ist stark von der Welt der Meere und der Boote inspiriert. Das Zentrum wurde am 4. April 2012 eröffnet.

## Darstellung

### Allgemeines
Die allgemeine Verwaltung liegt bei Unibail-Rodamco, Camille Delomez betreut die Abteilungen Freizeit und Handel. Das Zentrum hat eine Verkaufsfläche von mehr als 53 000 m². Es gibt 75 Boutiquen, 26 Restaurants, ein Kino (UGC) mit 14 Sälen, einen Parkplatz mit 1 400 Stellplätzen und ein Hotel mit 150 Zimmern. Bei der Eröffnung wurden 800 Arbeitsplätze angeboten.

### Belegung
In dem Einkaufszentrum sind viel große Marken vertreten: UGC, La Tête dans les nuages, Muji, Shoji, Moa, Kiko, Hollister, Kusmi Tea, Sephora, Decitre, The Body Shop, Cellerier, Agatha, Le Zinc Zinc, Go Sport, Louis Pion, Foot Locker, Bouygues Telecom, Marc Le Bihan, Geox, Grand Optical, Blue Box, Adidas, Villages Jouéclub, Hippopotamus, Vapiano, Razowski, Monoprix, Fuxia, McDonald’s, Orange, Burger King, Piada, Gomex, Apple Store oder Mango. Im Sommer 2019 eröffnete Decathlon im 1. Niveau auf einer Fläche von 2 000 m².
Seit der Eröffnung haben einige Unternehmen wieder geschlossen und dafür andere eröffnet: Naturalia, C&A oder Tom Tailor.

### Hotel
Das Novotel öffnete im März 2012 seine Türen.

## Frequentierung
In den Monaten nach der Eröffnung kamen etwa 2,5 Millionen Besucher; es gab allerdings noch eine schlechte Verkehrsanbindung. Das änderte sich mit der Zeit und 2013 gab es schon 6,9 Millionen Besucher, was natürlich auch den Umsatz steigen ließ. 2014 und 2015 steigerten sich die Besucherzahlen auf 7,9 und 8,9 Millionen Personen. 2016 gab es zwar einen weiteren Anstieg, der aber schwächer (9,2 Millionen) ausfiel.

## Verkehrsanbindung

### Le Vaporetto
Die Leitung des Einkaufszentrums schlägt eine «Bootslinie» vor. Diese soll auf der Saône fahren, 4 Stationen haben und, mit Ausnahme der Wintersaison, zwischen 9:30 Uhr und 21:30 Uhr verkehren. Als Stationen werden vorgeschlagen: Confluence, Quai des Célestins beim Bellecour, Quai de Bondy nahe dem Gare Saint-Paul und schließlich Quai Arloing im Stadtviertel Vaise. Die letztgenannte Station wurde am 20. März 2017 eröffnet.

### Öffentliche Verkehrsmittel
- Hôtel de Région – Montrochet
  -  T1, T2 (Straßenbahn Lyon)
  -  63, S1

### Parkplätze
Das Zentrum verfügt über zwei große Parkplätze (kostenpflichtig) im Untergeschoss und auf verschiedenen Einkaufsebenen. Der Zugang erfolgt über die Rue Montrochet. Das „Treueprogramm“ des Zentrums ermöglicht kostenfreies Parken für eine begrenzte Zeit. Außerhalb dieser Kostenfreiheit gilt für die Parkzeit der 15-Minuten-Takt.

## Hinweise
1. 1 2  Mit 9 Millionen Besuchern kommt die Zahl der Besucher im Einkaufszentrum Lyon Confluence an die Belastungsgrenze, Lyon-entreprises, 10. Juli 2017.
2. ↑  La Confluence, un centre commercial entre deux rives, Lyon Pôle Immo, 28. Februar 2012.
3. ↑  Begrüßung der Direktorin (französisch)
4. ↑  «Le Pôle de loisirs va générer 800 emplois», Lyon Pôle Immo, 13. Oktober 2011.
5. ↑  Toutes les boutiques. Abgerufen am 3. Januar 2019.
6. ↑  Hôtel Novotel Lyon Confluence (Opening March 2012) (Memento des Originals vom 28. Januar 2012 im Internet Archive)  Info: Der Archivlink wurde automatisch eingesetzt und noch nicht geprüft. Bitte prüfe Original- und Archivlink gemäß Anleitung und entferne dann diesen Hinweis.
7. ↑  Caroline Girardon, «Affluence à la peine à Confluence», 20 Minutes Lyon, 11. Juli 2012.
8. ↑  Fabien Fournier, «Centre commercial de la Confluence : fréquentation en hausse», Lyon Capitale, 20. Februar 2014.
9. ↑  www.leprogres.fr/rhone/
10. ↑  www.leprogres.fr/lyon/